# Tetrastigma latiffii
Tetrastigma latiffii är en vinväxtart som beskrevs av Jan Frederik Veldkamp. Tetrastigma latiffii ingår i släktet Tetrastigma och familjen vinväxter. Inga underarter finns listade i Catalogue of Life.